# Leimbach (Eiterfeld)
Leimbach ist ein Ortsteil der Marktgemeinde Eiterfeld im osthessischen Landkreis Fulda.

## Geographische Lage
Der Ortsteil Leimbach ist etwa eineinhalb Kilometer vom Hauptort Eiterfeld entfernt und liegt südlich davon im Talsystem der oberen Eitra in der Rhön.

## Geschichte
Die erste bekannte schriftliche Nennung des Ortes Leimbach stammt aus dem Jahr 925.

### Gebietsreform
Zum regionalen Abschluss der Gebietsreform in Hessen verloren letzte kleine selbständige Gemeinden wie Leimbach kraft Landesgesetzes ihre Eigenständigkeit. So wurden mit Wirkung vom 1. August 1972 die Gemeinden Buchenau, Leimbach, Mengers, Ufhausen und Wölf in die Gemeinde Eiterfeld im Landkreis Hünfeld eingegliedert, der zugleich mit dem Landkreis Fulda zu einem Landkreis mit dem Namen Landkreis Fulda zusammengeschlossen wurde. In ihm wurde die vorher kreisfreie Stadt Fulda zur Kreisstadt.
Für alle ehemals eigenständigen Gemeinden von Eiterfeld wurde ein Ortsbezirk mit Ortsbeirat und Ortsvorsteher nach der Hessischen Gemeindeordnung gebildet.

### Bevölkerung
Einwohnerentwicklung
- 1812: 26 Feuerstellen, 290 Seelen[1]

| Leimbach: Einwohnerzahlen von 1812 bis 2015 | Leimbach: Einwohnerzahlen von 1812 bis 2015 | Leimbach: Einwohnerzahlen von 1812 bis 2015 | Leimbach: Einwohnerzahlen von 1812 bis 2015 | Leimbach: Einwohnerzahlen von 1812 bis 2015 |
| --- | ------------------------------------------- | ------------------------------------------- | ------------------------------------------- | ------------------------------------------- |
| Jahr |                                             |                                             |                                             | Einwohner                                   |
| 1812 | 1812                                        |                                             | 390                                         | 390                                         |
| 1834 | 1834                                        |                                             | 333                                         | 333                                         |
| 1840 | 1840                                        |                                             | 359                                         | 359                                         |
| 1846 | 1846                                        |                                             | 368                                         | 368                                         |
| 1852 | 1852                                        |                                             | 347                                         | 347                                         |
| 1858 | 1858                                        |                                             | 332                                         | 332                                         |
| 1864 | 1864                                        |                                             | 325                                         | 325                                         |
| 1871 | 1871                                        |                                             | 306                                         | 306                                         |
| 1875 | 1875                                        |                                             | 274                                         | 274                                         |
| 1885 | 1885                                        |                                             | 294                                         | 294                                         |
| 1895 | 1895                                        |                                             | 274                                         | 274                                         |
| 1905 | 1905                                        |                                             | 255                                         | 255                                         |
| 1910 | 1910                                        |                                             | 258                                         | 258                                         |
| 1925 | 1925                                        |                                             | 304                                         | 304                                         |
| 1939 | 1939                                        |                                             | 303                                         | 303                                         |
| 1946 | 1946                                        |                                             | 431                                         | 431                                         |
| 1950 | 1950                                        |                                             | 420                                         | 420                                         |
| 1956 | 1956                                        |                                             | 369                                         | 369                                         |
| 1961 | 1961                                        |                                             | 351                                         | 351                                         |
| 1967 | 1967                                        |                                             | 360                                         | 360                                         |
| 1970 | 1970                                        |                                             | 378                                         | 378                                         |
| 1980 | 1980                                        |                                             | ?                                           | ?                                           |
| 1990 | 1990                                        |                                             | ?                                           | ?                                           |
| 2000 | 2000                                        |                                             | 407                                         | 407                                         |
| 2005 | 2005                                        |                                             | 399                                         | 399                                         |
| 2010 | 2010                                        |                                             | 385                                         | 385                                         |
| 2011 | 2011                                        |                                             | 378                                         | 378                                         |
| 2015 | 2015                                        |                                             | 367                                         | 367                                         |
| Datenquelle: Historisches Gemeindeverzeichnis für Hessen: Die Bevölkerung der Gemeinden 1834 bis 1967. Wiesbaden: Hessisches Statistisches Landesamt, 1968. Weitere Quellen: ; Gemeinde Eiterfeld; Zensus 2011 |                                             |                                             |                                             |                                             |

Religionszugehörigkeit
 Quelle: Historisches Ortslexikon
| • 1885: | 294 katholische (= 100 %) Einwohner                               |
| • 1961: | 26 evangelische (= 7,41 %), 318 katholische (= 90,60 %) Einwohner |

## Persönlichkeiten
- Johann Georg Giebel (1813–1867), Bürgermeister und Mitglied der kurhessischen Ständeversammlung

## Verkehr
Durch Leimbach führt die Landesstraße 3171, die den Ort mit Eiterfeld und Burghaun verbindet. Im Ort zweigt die Kreisstraße 145 nach Süden in Richtung Malges ab.